# قطعنامه ۱۴۸۷ شورای امنیت
قطعنامه  ۱۴۸۷ شورای امنیت سازمان ملل متحد که در تاریخ ۱۲ ژوئن ۲۰۰۳ تصویب شد، سندی بین‌المللی دربارهٔ حافظ صلح سازمان ملل است. این قطعنامه طی نشست ۴۷۷۲ام با ۱۲ رای موافق، ۰ مخالف و ۳ ممتنع تصویب شد.